# Kur bankivský

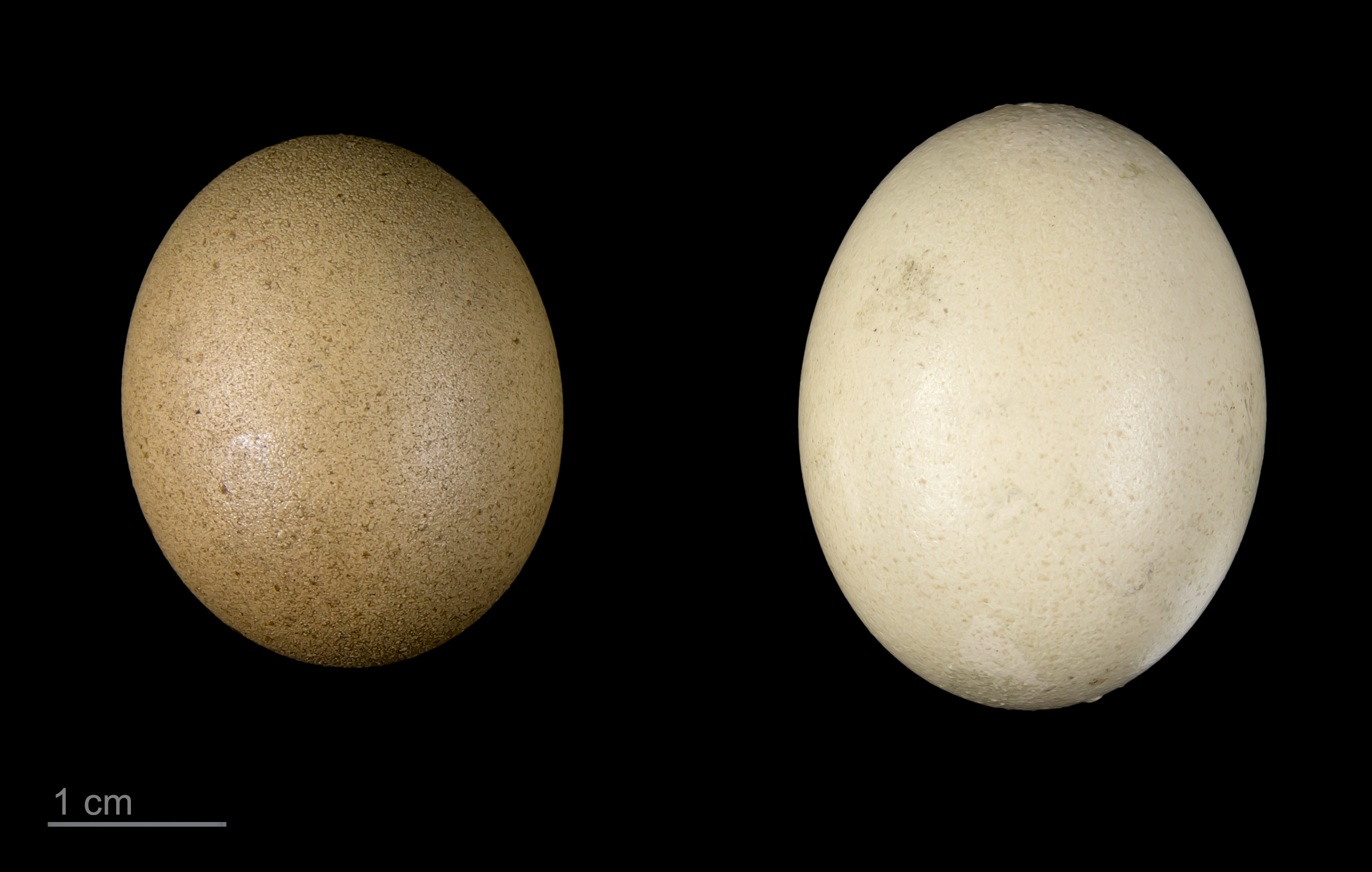
Gallus gallus

Kur bankivský (Gallus gallus) je až 70 cm velký hrabavý pták z čeledi bažantovitých. Ačkoli bývá považován za přímého předka kura domácího (Gallus gallus f. domestica), nedávno[kdy?] provedená studie Erikssona et. al. připouští i možnou hybridizaci s kurem Sonneratovým (G. sonneratii).
Projevuje se u něho výrazný pohlavní dimorfismus. Samci jsou znatelně větší, výrazně zbarvení s červeným hřebenem a laloky a prodlouženými žlutými pery na krku. Ocasní pera jsou dlouhá, tmavá, ve slunečním světle s modrým nebo zeleným leskem. Ve svatebním šatě jsou některá z nich také výrazně srpovitě zahnutá. Samice mají ochranné hnědé zbarvení a zcela postrádají hřeben i laloky.
Původní areál rozšíření druhu zasahuje od severovýchodní Indie východně až po jižní Čínu a jižně pak po Malajsii, Filipíny a Indonésii. Izolovaně se může vyskytovat též na Vánočním ostrově a Marianách. K životu přitom vyhledává lesy, jejich okraje a otevřené travnaté nebo křovinaté plochy.
Živí se hmyzem, semeny a různými plody. Hnízdí na zemi v hustém porostu. V jedné snůšce je pak 4–9 vajec.